# Светско првенство у атлетици на отвореном 2011 — бацање кладива за жене
Такмичење у бацању кладива у женској конкуренцији на Светском првенству у атлетици 2011. у Тегуу је одржано 2. и 4. септембра на стадиону Тегу.
Највећи фаворит у бацању кладива била је Бети Хајдлер, непоражена о овој сезони, и нова светка рекордерка резултатом 79,42 м. постављеним у мају. Татјана Лисенко, бивша рекордерка је другопласирана према резултатима ове сезоне. Јипси Морено и Џанг Венсју (власнице медаља са Олимпијских игара 2008. у Пекингу су биле у доброј форми ове сезоне, а тиу су још Катрин Клас, Залина Маргијева, Алена Матошка, Џенифер Далгрен рангиране у првих 10 у сезони такође су уврштени у фаворите за медаље. Победница са последњег светског првенства у Берлину 2009. Анита Влодарчик је била сугурна ни да ће наступити због повреде леђа..

## Земље учеснице
Учествовало је 30 такмичарки из 24 земаља.
1. Аргентина 1
2. Белорусија 1
3. Канада 1
4. Кина 2
5. Куба 1
6. Финска 1
7. Француска 1
8. Немачка  2
9. Уједињено Краљевство 1
10. Грчка 1
11. Мађарска 1
12. Италија 1
13. Јужна Кореја 1
14. Молдавија 2
15. Норвешка 1
16. Пољска 2
17. Португалија 1
18. Румунија 1
19. Русија  1
20. Сенегал 1
21. Јужноафричка Република 1
22. Шпанија 1
23. САД 3
24. Украјина 1

## Освајачи медаља
|                               |                             |                          |
| Татјана Лисенко Русија, 77,13 | Бети Хајдлер Немачка, 76,06 | Џанг Венсју Кина , 75,03 |

## Рекорди пре почетка Светског првенства 2011.
26. август 2009.
| Светски рекорд             | Бети Хајдлер, Немачка      | 79,96 | Хале, Немачка            | 21. мај 2011.     |
| Рекорд светских првенстава | Анита Влодарчик, Пољска    | 77,96 | Берлин, Немачка          | 22. август 2009.  |
| Најбољи резултат сезоне    | Бети Хајдлер, Немачка      | 79,42 | Хале, Немачка            | 21. мај 2011.     |
| Афрички рекорд             | Марва Хусеин, Египат       | 68,48 | Каиро, Египат            | 18. фебруар 2002  |
| Азијски рекорд             | Џанг Венсју, Кина          | 75,65 | Френкиш-Крумбах, Немачка | 12. јун 2011      |
| Северноамерички рекорд     | Јипси Морено, Куба         | 76,62 | Загреб, Хрватска         | 9. септембар 2008 |
| Јужноамерички рекорд       | Џенифер Далгрен, Аргентина | 73,74 | Буенос Ајрес Аргентина   | 10. април 2010    |
| Европски рекорд            | Бети Хајдлер, Немачка      | 79,96 | Хале, Немачка            | 21. мај 2011.     |
| Океанијски рекорд          | Бронвин Иглс, Аустралија   | 71,12 | Аделаида, Аустралија     | 6. фебруар 2003   |

### Најбољи резултати у 2011. години
Десет најбољих кладивашица у 2011. године је пре почетка светког првенства (13. августа 2011) заузимало следећи пласман..
| 1  | Бети Хајдлер, Немачка          | 79,42 | 21. мај 2011.    |
| 2  | Татјана Лисенко, Русија        | 75,70 | 6. август 2011.  |
| 3  | Џанг Венсју, Кина              | 75,65 | 7. август 2011.  |
| 4  | Катрин Клас, Немачка           | 75,30 | 9. фебруар 2011. |
| 5  | Јипси Морено, Куба             | 74,46 | 7. август 2011.  |
| 6  | Анита Влодарчик, Пољска        | 73,05 | 11. август 2011. |
| 7  | Залина Маргијева, Молдавија    | 72,93 | 19. август 2011. |
| 8  | Олена Матошка, Белорусија      | 72,86 | 11. август 2011. |
| 9  | Џенифер Далгрен, Аргентина     | 72,70 | 2. јун 2011.     |
| 10 | Џесика Козби, Сједињене Државе | 72,65 | 7. мај 2011.     |

## Квалификационе норме
| A норма | Б норма |
| ------- | ------- |
| 71,50 m | 69,00   |

## Сатница
| Датум              | Време | Коло          |
| ------------------ | ----- | ------------- |
| 2. септембар 2011. | 10:00 | Квалификације |
| 4. септембар 2011. | 18:15 | Финале        |

## Краћи преглед такмичења
Татјана Лисенко у првом бацању избија на прво место побољшавајући резултат у следећа два бацање. Прва у квалификацијама Џанг Венсју у првом кругу постиже свој најбољи резултат са којим до 5 круга држи друго место. Трећа је била Јипси Морено. Светска рекордерка Бети Хајдлер у петом бацању пребацује Џанг Венсју и потискује Јипси Морено на четврто место. Иако повређена, претходна светска првакиња, Анита Влодарчик, бацила је свој најбољи резултат сезоне, што јој није било довољно за боље од петог места.

## Резултати

### Квалификације
Кваликикациона норма за улазак у финале била је 71,00 коју је испунило 8 такмичарки (КВ), а остале 4 су се у финале пласирале према постигнутом резултату у квалификасцијама (кв).
| Пласман | Група | Атлетичарка           | Држава               | #1    | #2    | #3    | Резултат | Белешке   |
| ------- | ----- | --------------------- | -------------------- | ----- | ----- | ----- | -------- | --------- |
| 1       | A     | Џанг Венсју           | Кина                 | 74,17 |       |       | 74,17    | КВ        |
| 2       | Б     | Јипси Морено          | Куба                 | 73,29 |       |       | 73,29    | КВ        |
| 3       | Б     | Џенифер Далгрен       | Аргентиина           | 67,81 | х     | 72,70 | 72,70    | КВ, ЛРС   |
| 4       | Б     | Татјана Лисенко       | Русија               | 71,94 |       |       | 71,94    | КВ        |
| 5       | Б     | Катрин Клас           | Немачка              | 69,26 | 69,57 | 71,69 | 71,69    | КВ        |
| 6       | Б     | Бети Хајдлер          | Немачка              | 71,48 |       |       | 71,48    | КВ        |
| 7       | Б     | Анита Влодарчик       | Пољска               | 71,09 |       |       | 71,09    | КВ        |
| 8       | A     | Џесика Козби          | САД                  | 71,06 |       |       | 71,06    | КВ        |
| 9       | A     | Силвија Салис         | Италија              | 69,82 | 66,58 | х     | 69,82    | кв        |
| 10      | A     | Бјанка Перије         | Румунија             | 68,12 | 69,66 | 69,01 | 69,66    | кв        |
| 11      | A     | Стефани Фалзон        | Француска            | х     | 68,92 | 67,37 | 68,92    | кв        |
| 12      | Б     | Ева Орбан             | Мађарска             | 68,89 | 68,28 | х     | 68,89    |           |
| 13      | A     | Амбер Кембел          | САД                  | 68,26 | 68,87 | х     | 68.87    |           |
| 14      | Б     | Џенива Макол          | САД                  | 68,26 | 65,22 | 65,45 | 68,26    |           |
| 15      | Б     | Олена Матошка         | Белорусија           | х     | 68,23 | 67,88 | 68,23    |           |
| 16      | Б     | Марина Маргијев       | Молдавија            | х     | 67,95 | х     | 67,95    |           |
| 17      | Б     | Берта Кастелис        | Шпанија              | 67,74 | 65,22 | 67,02 | 67,74    |           |
| 18      | Б     | Наталија Злотухина    | Украјина             | 67,44 | 67,57 | 65,93 | 67,57    |           |
| 19      | Б     | Мона Холм             | Норвешка             | 67,16 | 66,97 | х     | 67,16    |           |
| 20      | A     | Joanna Fiodorow       | Пољска               | х     | 66,88 | х     | 66,88    |           |
| 21      | A     | Александра Папајоргиу | Грчка                | 64,38 | 65,58 | 66,77 | 66,77    |           |
| 22      | A     | Ами Сене              | Сенегал              | 66,15 | х     | 61,31 | 66,15    |           |
| 23      | A     | Мерја Корпела         | Финска               | 63,93 | х     | 65,64 | 65,64    |           |
| 24      | A     | Vânia Silva           | Португалија          | 64,46 | 65,40 | 64,18 | 65,40    |           |
| 25      | Б     | Софи Хичон            | Уједињено Краљевство | 61,91 | х     | 64,93 | 64,93    |           |
| 26      | Б     | Масуми Аја            | Јапан                | 60,14 | 64,09 | х     | 64,09    |           |
| 27      | A     | Heather Steacy        | Канада               | 63,39 | х     | х     | 63,39    |           |
| 28      | Б     | Љу Тингтинг           | Кина                 | 61,45 | 62,17 | 63,12 | 63,12    |           |
| 29      | A     | Kang Na-Ru            | Јужна Кореја         | 61,05 | х     | х     | 61,05    |           |
| 9       | A     | Залина Маргијева      | Молдавија            | х     | 70,09 | 69,85 | 70,09    | кв, Диск. |

### Финале
| Пласман | Атлетичарка      | Држава    | #1    | #2    | #3    | #4    | #5    | #6    | Резултат | Белешке |
| ------- | ---------------- | --------- | ----- | ----- | ----- | ----- | ----- | ----- | -------- | ------- |
|         | Татјана Лисенко  | Русија    | 76,80 | 77,09 | 77,13 | 74,51 | 75,05 | х     | 77,13    | ЛРС     |
|         | Бети Хајдлер     | Немачка   | х     | 73,96 | 74,70 | х     | 76,06 | х     | 76,06    |         |
|         | Џанг Венсју      | Кина      | 75,03 | 74,31 | х     | 73,17 | 71,86 | 74,79 | 75,03    |         |
| 4       | Јипси Морено     | Куба      | 73,29 | х     | 74.48 | х     | х     | х     | 74,48    | ЛРС     |
| 5       | Анита Влодарчик  | Пољска    | 73,56 | х     | 72,61 | х     | х     | 72,65 | 73,56    | ЛРС     |
| 6       | Бјанка Перије    | Румунија  | 67,73 | 70,40 | 67,75 | 70,24 | 70,91 | 72,04 | 72,04    | ЛРС     |
| 7       | Катрин Клас      | Немачка   | 67,02 | 70,18 | 70,67 | 71,89 | 70,44 | х     | 71,89    |         |
| 8       | Силвија Салис    | Италија   | 68,61 | 69,88 | х     |       |       |       | 69,88    |         |
| 9       | Џенифер Далгрен  | Аргентина | 68,27 | х     | 69,72 |       |       |       | 69,72    |         |
| 10      | Џесика Козби     | САД       | х     | 68,91 | 68,15 |       |       |       | 68,91    |         |
| 11      | Стефани Фалзон   | Француска | 66,57 | х     | х     |       |       |       | 66,57    |         |
| 8       | Залина Маргијева | Молдавија | 69,99 | х     | 68,13 | 70,24 | 70,27 | 68,76 | 70,27    | Диск.   |